# Justo de Zaragoza y Cucalá
Justo de Zaragoza y Cucalá (Alcalà de Xivert, 1833 - Madrid, 2 de maig de 1896) fou un historiador valencià, acadèmic de la Reial Acadèmia de la Història.

## Biografia
Llicenciat en medicina a la Universitat de València, tanmateix no va exercir, sinó que ingressà en l'administració civil de l'Estat i el 1864 fou destinat a Cuba com a inspector general de Duanes. Allí es va consolidar com a escriptor i historiador, obtenint fama com un dels més eminents americanistes espanyols, sobretot després de treballar amb Marcos Jiménez de la Espada. En tornar a la Península va treballar al Ministeri d'Ultramar alhora que va publicar diversos estudis sobre la història d'Amèrica al Boletín de la Sociedad Geográfica de Madrid  i a Archivo de los Americanistas, de la que en 1894 en fou nomenat director. En 1882 va formar part de la comissió que va establir els límits fronterers entre Veneçuela i Colòmbia. En 1890 fou escollit acadèmic de la Reial Acadèmia de la Història i el 1892 acadèmic honorari de les de Veneçuela i Mèxic.
En 1891 va formar part de la Comissió del Congrés sobre el IV Centenari del Descobriment d'Amèrica juntament amb Santos de Isasa y Valseca, Antonio María Fabié Escudero, l'arquitecte Ricardo Velásquez Bosco i l'historiador Antonio Asensio. En 1892 fou secretari general del IX Congrés Internacional Americanista. Es va encarregar de les edicions de Geografía y descripción universal de las Indias de Juan López de Velasco (1894), de Noticias históricas de la Nueva España de Juan Suárez de Peralta (1878) i de Historia General de las Conquistas del Nuevo Reino de Granada de Lucas Fernández de Piedrahita (1881), entre d'altres. Tota la documentació que va aplegar al llarg de la seva vida és dipositada a la Biblioteca Nacional d'Espanya a Madrid.

## Obres
- Las insurrecciones en Cuba, Madrid, Imprenta de Manuel G. Hernández, 1872
- Esclavitud en las Antillas españolas a Revista Europea (1872)
- Los primitivos descubrimientos geográficos, a Revista Europea (1877);
- Descubrimientos de los españoles en el Mar del Sur y en las costas de Nueva Guinea, a Boletín de la Sociedad Geográfica de Madrid (1878).
- Piraterías y agresiones de los ingleses y de otros pueblos en la América española desde el siglo XVI al XVIII (1883)